# 三田市立図書館
三田市立図書館（さんだしりつとしょかん）は、兵庫県三田市の公共図書館の総称である。三田市南が丘二丁目11-57にある三田市立図書館（本館）、ウッディタウン分館、藍分室からなる。

## 歴史

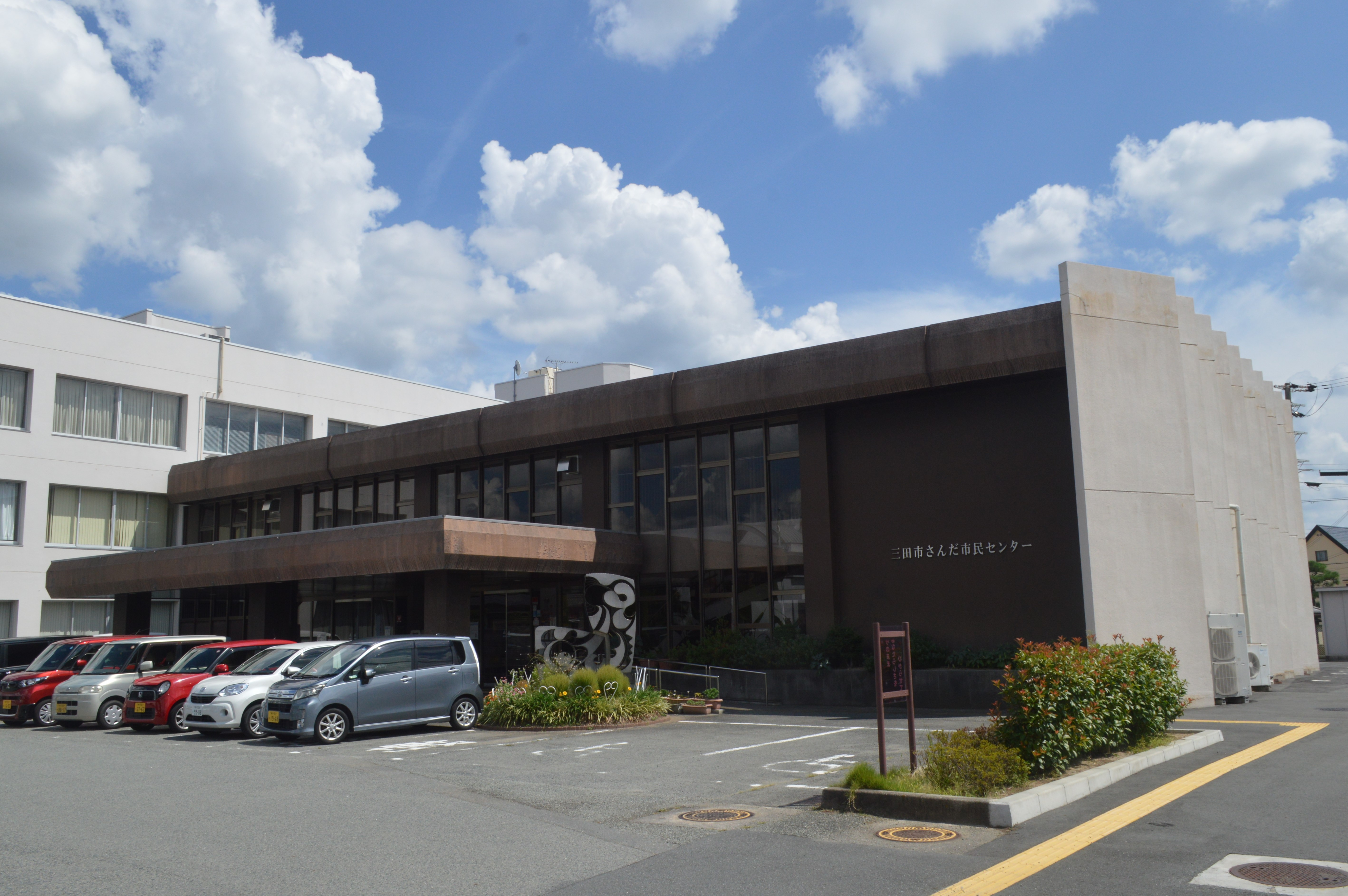
三田市立図書館の開館前に図書室が置かれていた三田市中央公民館

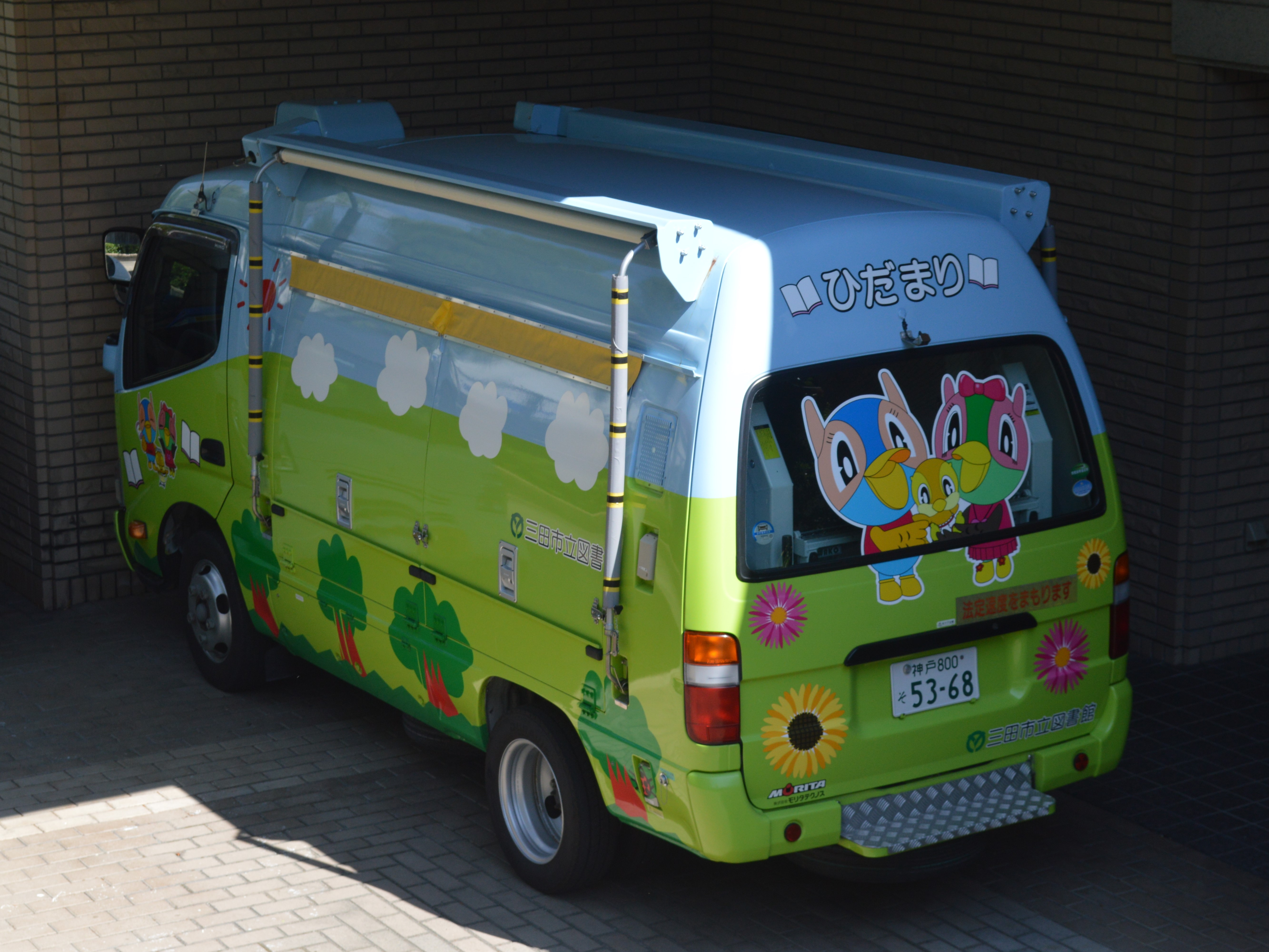
移動図書館「そよかぜ」号

- 1990年（平成2年） - 三田市立図書館（本館）が開館。
- 1991年（平成3年） - 日本図書館協会建築賞を受賞。
- 1994年（平成6年） - 移動図書館「そよかぜ」号が巡回開始。
- 2000年（平成12年） - 藍市民センター図書室が開室。
- 2005年（平成17年） - 藍市民センター図書室を藍分室と改称、ウッディタウン分館を開館。
- 2014年（平成26年） - 指定管理者制度を導入。TRC三田が指定管理者となる[2]。

## 利用案内

### 本館
- 所在地 - 兵庫県三田市南が丘二丁目11-57
- 開館時間 - 午前9時から午後8時
- 休館日 - 年末年始および特別整理期間

### 藍分室
- 所在地 - 兵庫県三田市大川瀬1307-44
- 開館時間 - 午前10時30分から午後6時
- 休館日 - 第2火曜日、年末年始および特別整理期間

### ウッディタウン分館
- 所在地 - 兵庫県三田市けやき台一丁目4-1
- 開館時間 - 午前9から午後8時
- 休館日 - 第2火曜日、年末年始および特別整理期間

## 広域貸出
阪神地区公共図書館協議会に加盟する阪神間8市町の相互協力により、川西市・宝塚市・尼崎市・西宮市・芦屋市・三田市・川辺郡猪名川町の公立図書館と共同で阪神7市1町公共図書館広域利用システムを構築している。
これとは別に、1991年（平成3年）から神戸市との個別協定に基づき神戸市北区道場町・長尾町の居住者に対しても利用券の発行を行っていたが、2017年（平成29年）4月から利用券の発行対象を北区全域に拡大し、相互利用を強化した。ただし、三田市民の利用を優先する観点から蔵書のインターネット予約は利用不可となっている。なお、神戸市側では当初から北区の北図書館に限定せず市立図書館全館の貸し出し（利用券発行）を三田市の居住者に対しても開放している。